# Vèlia (Roma)

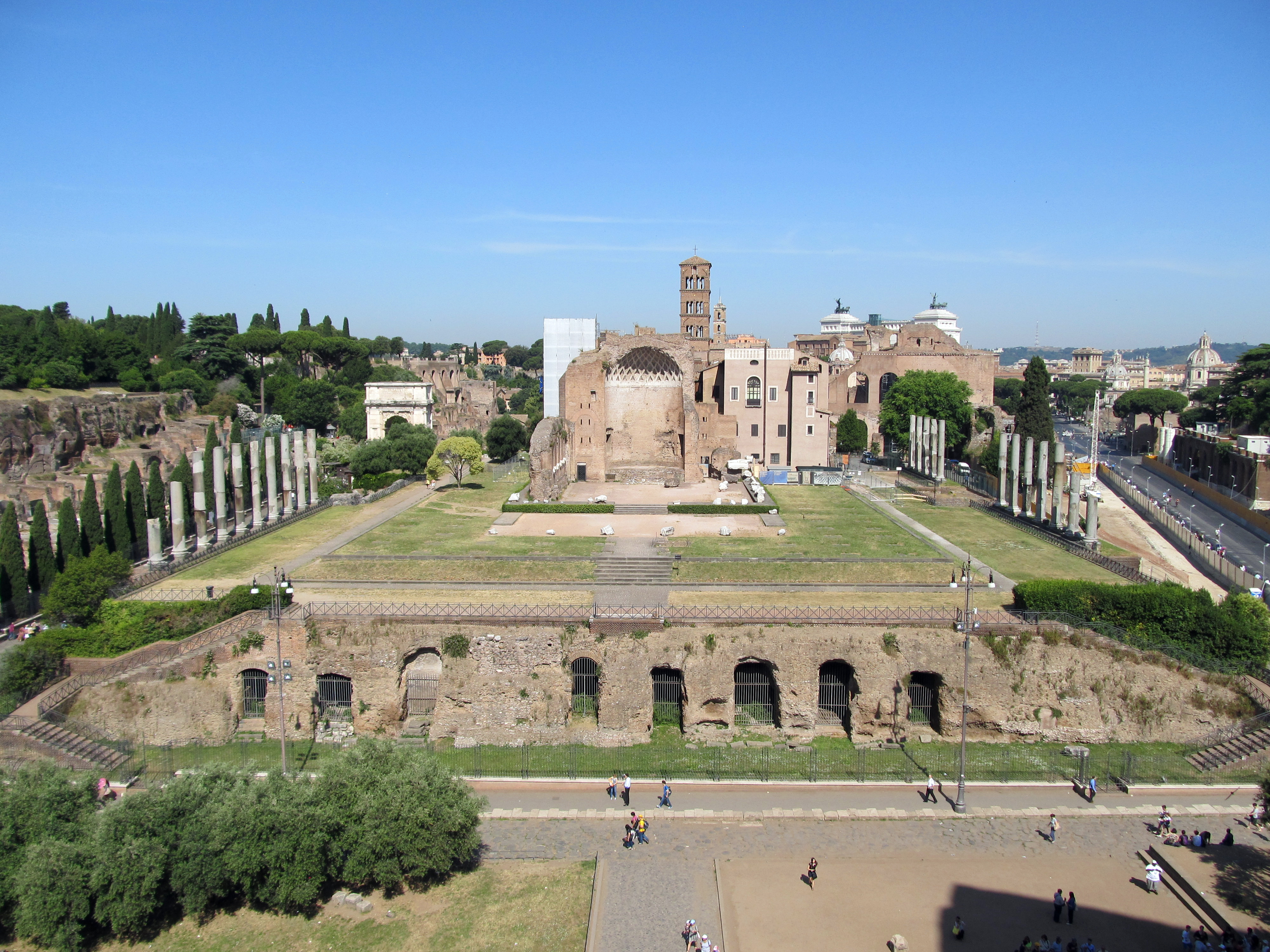
El temple de Venus i Roma, a l'antic turó de Vèlia

El Vèlia (en llatí i italià Velia) era un dels set turons de l'antiga Roma que estava situat entre el Collis Oppius (un dels estreps de l'Esquilí) i el Palatí.
Es considerava un dels set turons primitius on se celebrava l'antiga festa del Septimontium i, juntament amb el Palatí, va constituir una de les quatre regions en què el rei Servi Tul·li havia dividit la ciutat.
Durant l'Imperi es va rebaixar la seva alçada per deixar lloc per al fòrum de Trajà, dins el procés de modernització de la ciutat associat a la nova dinastia, que va comportar la construcció dels Fòrums Imperials. El turó va ser eliminat parcialment a la dècada del 1930, quan es va obrir l'anomenada Via dei Fori Imperiali, una àmplia avinguda que passa entre el Fòrum Romà i els Fòrums Imperials i comunica la Piazza Venezia amb el Colosseu.
Damunt l'àrea del turó que es va salvar del corriment de terres ocasionat per l'obertura de l'avinguda s'aixequen encara l'Arc de Titus, en plena Via Sacra, i les restes del temple de Venus i Roma, construït sota el regnat d'Hadrià al segle ii.